# Белцка степ
Белцката степ (Северомолдовска равнина, Белецка равнина) (на руски: Бельцская степь) е обширна хълмиста равнина в северната част на Молдова, заемаща басейна на река Реут (десен приток на Днестър). Надморска височина 150 – 200 m. Има еднообразен нискохълмист релеф. Отводнява се от река Реут и притоците ѝ Когилник, Сегала, Кайнар, Куболта (леви), Купа, Малък Чулук, Солонец (десни). Заета е от плодородни черноземни почви, развити върху дебела льосова покривка. Почти повсеместно е разорана и се отглеждат пшеница, царевица, захарно цвекло, слънчоглед, соя. Тук-таме се е запазила характерна степна растителност. Най-голям град в района е Белци (трети по големина в Молдова), а другите са Флорещ, Фълещ и Дрокия.